# فهرست شهرهای جزایر ویرجین بریتانیا

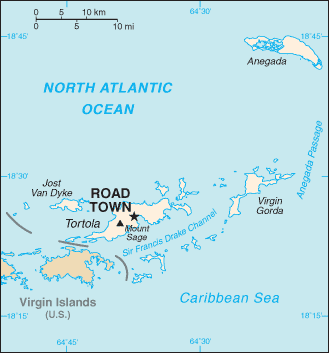
نقشهٔ جزایر ویرجین بریتانیا که در آن راه شهرهای جزیرهٔ اصلی تورتولا نشان داده‌ شده‌است.

در این صفحه فهرست شهرک های جزایر ویرجین بریتانیا ارائه شده است. هیچ شهر بزرگی در آن وجود ندارد. پایتخت و بزرگترین شهرش راود تاون نام دارد. دومین شهر بزرگ آن اسپنیش تاون است.
تورتولا جزیره اصلی جزایر ویرجین بریتانیا است که بیشتر شهرهای بزرگ آن، آنجا قرار دارد.
| نام شهرک                        | جزیره        |
| ------------------------------- | ------------ |
| اند-لانگ لوک غربی               | تورتولا      |
| گریت هاربور (جاست ون دایک)      | جاست ون دایک |
| گریت هاربور (جزایر پیتر)        | سایر جزایر   |
| رود تاون                        | تورتولا      |
| اسپانیش تاون                    | ویرجین گوردا |
| د ستلمنت، جزایر ویرجین بریتانیا | آنگادا       |

## منبع
مشارکت‌کنندگان ویکی‌پدیا. «List of towns in the British Virgin Islands». در دانشنامهٔ ویکی‌پدیای انگلیسی، بازبینی‌شده در ۱۰ آوریل ۲۰۱۱.